# Aphaniosoma quadrinotatum
Aphaniosoma quadrinotatum är en tvåvingeart som först beskrevs av Becker 1904.  Aphaniosoma quadrinotatum ingår i släktet Aphaniosoma och familjen gulflugor. Inga underarter finns listade i Catalogue of Life.